# Enric Bárcena Roig
Enric Bárcena Roig (Uruguay) és un polític català, diputat al Parlament de Catalunya durant la tretzena legislatura.

## Trajectòria
Llicenciat en Ciències Polítiques, és militant de Barcelona En Comú, on ha format part de la direcció executiva del partit i n'ha fet de portaveu. També de Catalunya en comú. Des d'octubre del 2023 és diputat al Parlament de Catalunya, en substitució de Lucas Silvano Ferro Solé.